# ワンウェブ
ワンウェブ（英: OneWeb Network Access Associates Limited）は、低軌道 (LEO) 衛星コンステレーションを用いた衛星通信を開発・運用する衛星通信会社である。イギリスのロンドンに本社を、またアメリカ合衆国バージニア州に拠点を持つ。2012年にグレッグ・ワイラーにより設立された。当初はワールドビュー・サテライト (WorldVu Satellites Ltd.) の社名でGoogle傘下に属しており、本部はチャンネル諸島セント・ヘリアに登録されていた。
2019年2月に最初の人工衛星を打ち上げるも、2020年3月に連邦倒産法第11章を申請して破綻した。その後は、英政府とインドのBharti Globalが主導するコンソーシアムに買収され、事業を再開している。

## 概要

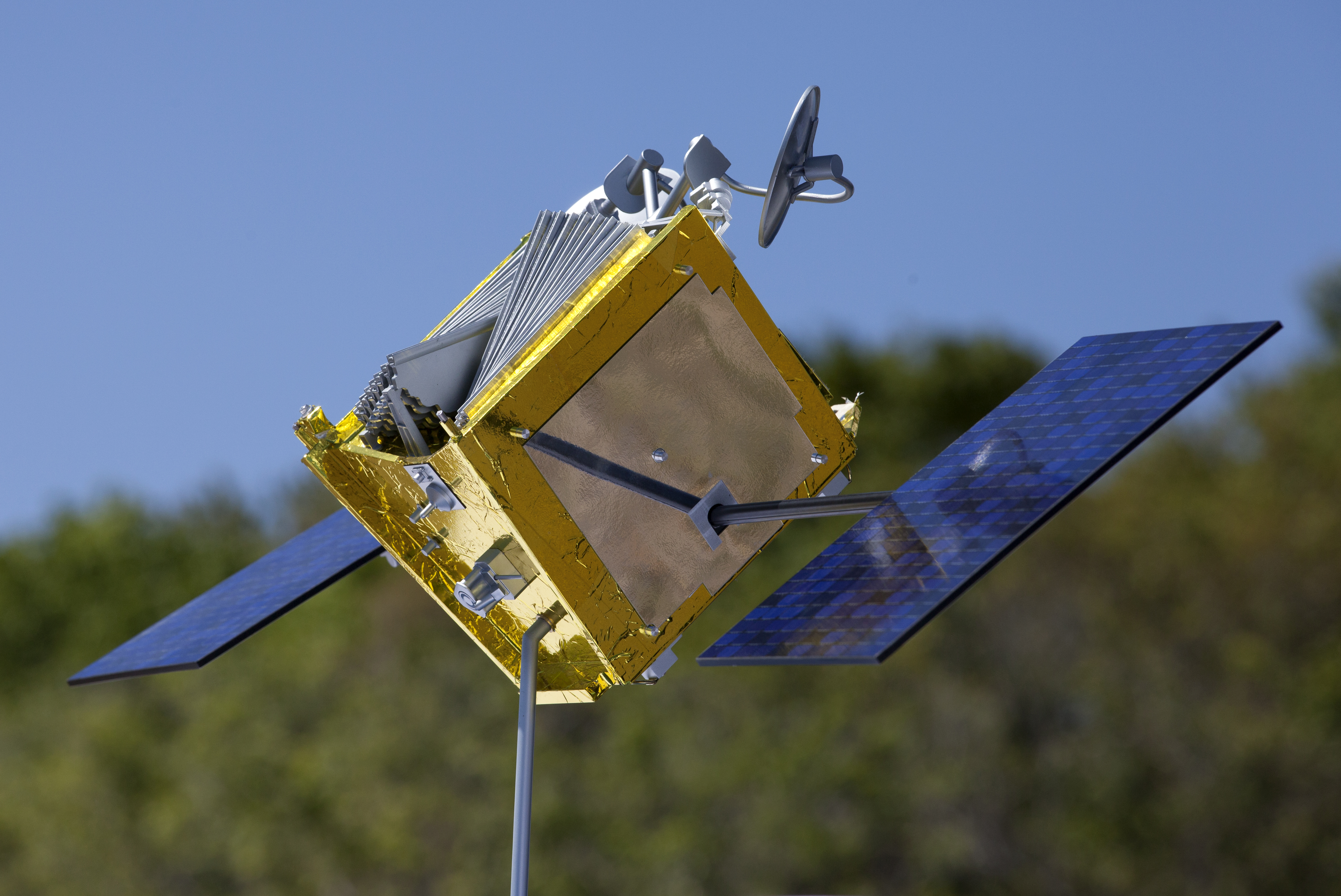
第1世代の衛星 (模型)

ワンウェブは衛星コンステレーションにより、全世界に高速インターネットを提供する通信会社である。この衛星コンステレーションでは、低軌道衛星を用いて通信速度下り200Mbps、上り50Mbps、レイテンシ20-30ms程度の衛星通信サービスの提供する。第1世代の衛星コンステレーションでは588基の小型衛星が必要となるが、2023年3月に必要な衛星の打ち上げが完了し、コンステレーションが完成した。
ワンウェブのサービスは、一般ユーザーではなく、企業や政府、既存の通信会社などを主な対象としている。全世界での衛星通信のサービス開始は、2023年末を予定する。

## 計画
2018年初頭までにプロトタイプ衛星12基を生産し、アリアンスペースによって10基をクールー宇宙センターやバイコヌール宇宙基地から打ち上げ、順調に行けば2年かけて残りを打ち上げる予定であった。合弁子会社OneWeb Satellitesのフロリダ工場は2017年末に建設完了予定。OneWebのサービスインは2019年を予定し、2022年までにすべての学校をオンライン化し、2027年までにデジタルデバイド問題を解決する目標を建てていたが計画に遅延が生じていた。2019年2月に6基の衛星の打ち上げに成功し、2020年から毎月35基程度の衛星を打ち上げて650基体制で21年の商用化、10年後をめどに6000基の配備をする方針に修正されていた。
2017年6月22日にはFCCより条件付きで事業計画が認可された。通信に用いる帯域は、Kuバンドの10.7-12.7 GHz（下り・宇宙→地球）、14.0-14.5 GHz（上り・地球→宇宙）、17.8-18.6 GHz（下り・宇宙→地球）、18.8-19.3 GHz（下り・宇宙→地球）、Kaバンドの27.5-29.1 GHz（上り・地球→宇宙）、29.5-30 GHz（上り・地球→宇宙）の6帯域である。

## 打ち上げ

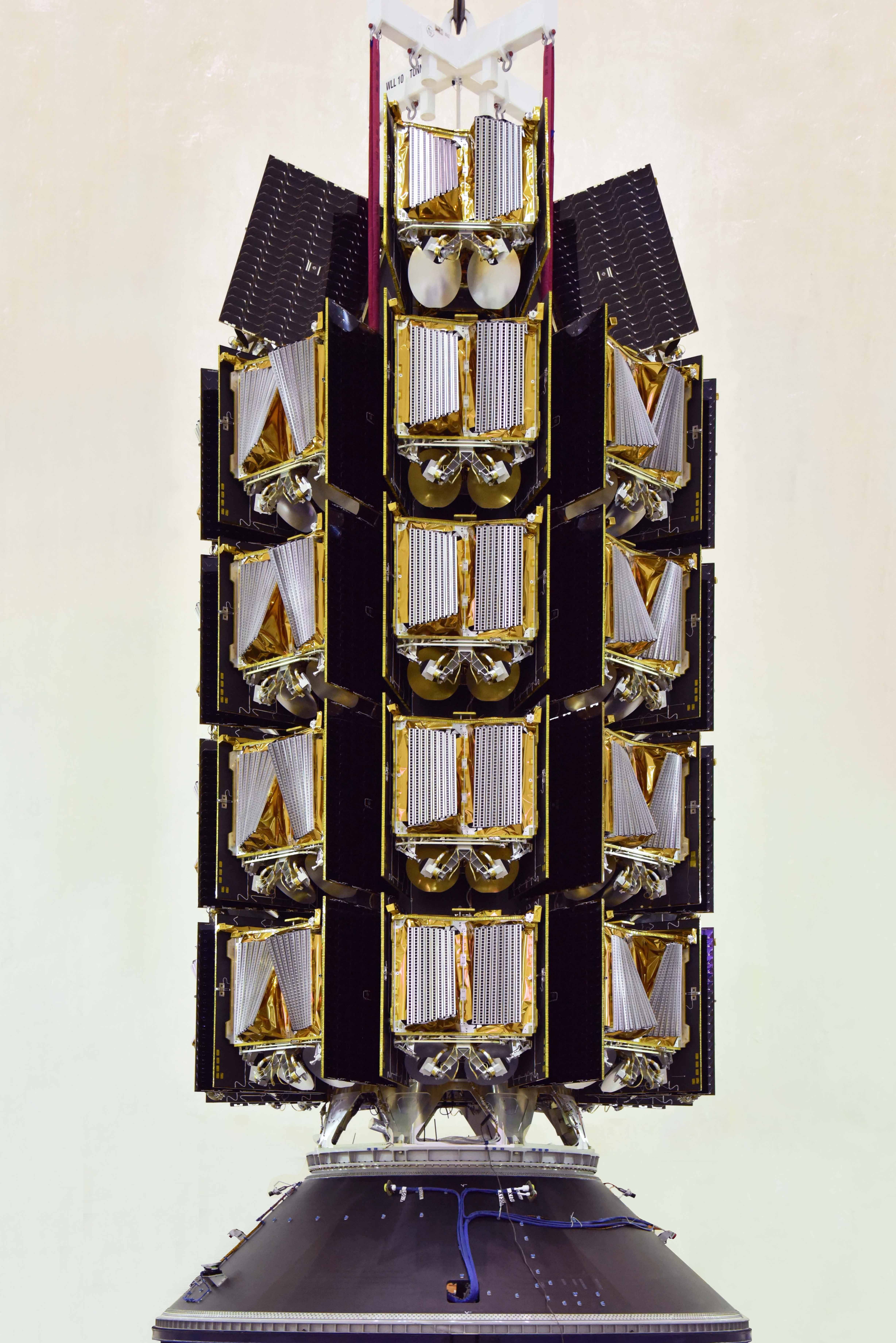
LVM3ロケットに積み込まれた衛星。36基が搭載されている

2023年3月現在、18回の衛星打ち上げが行われている。2019年2月に最初の試験衛星を打ち上げた後、翌2020年2月からは本格的な打ち上げを開始した。1回目から2022年2月の13回目の打ち上げまでは、アリアンスペースとの契約の元ロシアのソユーズロケットでの打ち上げが行われた。しかしソユーズでの打ち上げは2022年のロシアのウクライナ侵攻により中止となり、3月に打ち上げられる予定だった衛星が返還されないという大きなトラブルとなった。
その後は、インドのLVM3ロケット（2回）や、衛星コンステレーションのライバル企業でもあるスペースXが助け舟を出す形でファルコン9ロケット（3回）での打ち上げが実施されている。
過去には、他にアリアンスペースのアリアン6やヴァージン・ギャラクティックのランチャーワン、またブルーオリジンのニューグレン等とも打ち上げ契約を結んだと発表されていた。しかし2023年3月現在ランチャーワン以外のロケットは完成しておらず、これらロケットでの打ち上げは行われていない。

## 沿革
- 2012年1月 - グレッグ・ワイラーによりWorldVu Satellites Limitedとして設立される。
- 2014年5月 - L5 (WorldVu) がかつてSkyBridgeに割り当てられたKuバンド/Kaバンド帯域を確保[13][14]。
- 2014年9月1日 - Googleから離脱[15]。
- 2015年1月15日 - OneWebに社名変更。Qualcomm VenturesとVirgin Groupから資金調達[16][17]。また打ち上げに関してアリアンスペース、ヴァージン・ギャラクティックと契約[18]。
- 2015年6月15日 - エアバス・ディフェンス・アンド・スペースと合弁でフロリダ州ココアにOneWeb Satellites設立[19][20]。
- 2015年6月25日 - ヴァージン・グループ、クアルコム、エアバス、バーティーエンタープライズ、インテルサット、コカコーラから5億ドル調達[21]。
- 2016年12月19日 - ソフトバンクグループが10億ドル出資し筆頭株主になる[22]。
- 2017年2月23日 - グレッグ・ワイラーが当初の衛星を売却し、4倍の2000機による衛星計画を披露。内訳は高度1万～2万kmの中軌道 (MEO) にVバンド衛星1,280基、高度2000kmのLEOにKuバンド衛星720基[23][24]。
- 2017年2月28日 - インテルサットとワンウェブが条件付き合併に合意。ソフトバンクは合併を条件に17億ドル出資し合併後の新会社の39.9％株主となる予定であった[25]。
- 2017年6月1日 - インテルサット債権者との合併交渉決裂[26]。
- 2017年6月22日 - FCCにより米国内での衛星コンステレーションが承認される[27]。
- 2017年6月27日 - エアバスがフランス・トゥールーズ工場で衛星900機の量産開始。フロリダにも生産拠点が置かれる予定[28]。
- 2019年2月28日 - クールー宇宙センターから試験衛星6機の打ち上げに成功[29]。
- 2019年3月18日 - ソフトバンクより5億500万ドル、Grupo Salinasより3億ドル、Airbusより2億ドル、ルワンダ政府より2,700万ドル、Qualcommより9,800万ドル相当の無線インタフェース支援など合計12億5000万ドルを調達[30]。
- 2020年2月7日 - ソユーズ 2.1bにより初の実運用機となる衛星34機の打ち上げに成功[8]。
- 2020年3月19日 - 資金難を理由に破産申請も選択肢の一つとして検討していると報じられる[31]。
- 2020年3月21日 - ソユーズによる二度目の衛星34機の打ち上げに成功[32]。
- 2020年3月27日 - 連邦倒産法第11章に基づく会社更生手続きを申請[1]。
- 2020年5月27日 - FCCに衛星コンステレーションを最大48,000基まで増やす許可を申請[2]。
- 2020年7月3日 - イギリス政府とインドのBharti Global（英語版） が主導するコンソーシアムがワンウェブを取得。計10億ドルを出資[2] 。
- 2020年12月18日 - 経営再建後初となる打ち上げに成功[33]。
- 2022年3月3日 - ロシアのウクライナ侵攻を受けソユーズでの打ち上げを中止。打ち上げ準備中の衛星36基は返還されず、OneWebは2億2920万ドルの損失を計上。[9]
- 2022年3月21日 - スペースXとの2022年内からの衛星打ち上げ契約締結を発表[34]。
- 2022年12月8日 - スペースXのファルコン9による初打ち上げに成功[35]。
- 2023年3月26日 - インドのLVM3による36基の衛星打ち上げに成功。軌道上の衛星数が618基となり、全世界をカバーする衛星コンステレーションが完成[36]。